# Siete Partidas

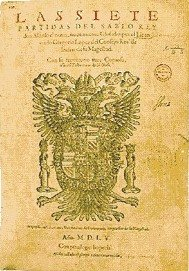
Portada de las Siete Partidas de la edición de 1555, glosada por Gregorio López.

Las Siete Partidas, o simplemente Partidas, son un cuerpo normativo redactado en Castilla durante el reinado de Alfonso X (1221-1284) con el objetivo de conseguir una cierta uniformidad jurídica del reino. Su nombre original era «Libro de las Leyes», y hacia el siglo XIV d. C. recibió su actual denominación, por las secciones en que se encontraba dividida.
Esta obra se considera uno de los legados más importantes de Castilla a la historia del Derecho, al ser el cuerpo jurídico de más amplia y larga vigencia en España e Hispanoamérica (hasta el siglo XIX d. C.). Incluso se la ha calificado de «enciclopedia humanista», pues trata temas filosóficos, morales y teológicos (de vertiente grecolatina), aunque el propio texto confirma el carácter legislativo de la obra, al señalar en el prólogo que se dictó en vista de la confusión y abundancia normativa y solamente para que por ellas se juzgara.

## Antecedentes

### Redacción

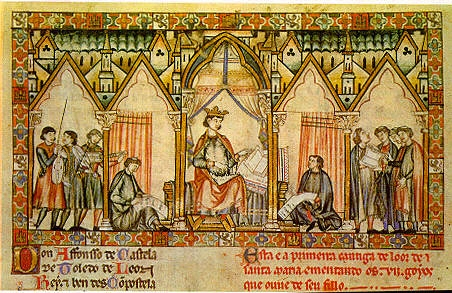
Alfonso X el Sabio y colaboradores.
Miniatura de las Cantigas de Santa María.

De acuerdo con uno de los códices más antiguos de las Partidas, estas se redactaron entre el 26 de junio de 1256 y el 28 de agosto de 1265 por una comisión compuesta por los principales juristas castellanos de la época, bajo la dirección personal de Alfonso X. También se han señalado como posibles periodos de redacción: 1254 a 1261; 1256 a 1263 y 1251 a 1265. En todo caso, la mayoría de los autores estima que no se habría terminado sino hasta 1265.
Según la teoría tradicional, compartida por Francisco Martínez Marina y Antonio Solalinde, las Siete Partidas fueron redactadas por una comisión de juristas (o por la cancillería real), y la intervención del rey Alfonso X se habría limitado a indicar la finalidad del texto y las materias a tratar, además de encargarse de revisar y enmendar personalmente el trabajo de la comisión. Habrían integrado esta comisión: el Maestro Jacobo, el de las leyes; Juan Alfonso, un notario leonés; el Maestro Roldán; y Fernando Martínez de Zamora (uno de los primeros juristas castellanos).
En el siglo XVIII d. C., incluso se llegó a postular, por Andrés Marcos Burriel (Padre Burriel), que era una obra exclusiva del rey. Esta posición está hoy prácticamente descartada.
Sin embargo, debido a la existencia de otros textos atribuidos habitualmente a Alfonso X (el Setenario, el Fuero Real y el Espéculo), que habrían sido elaborados dentro del mismo periodo (1254 a 1256) y que presentan importantes coincidencias entre sí y con las Partidas, más la imprecisión de las denominaciones utilizadas para estas en la época, ha surgido un importante debate científico en torno a las obras alfonsinas, sin resultados concluyentes por el momento, con el objetivo de determinar el alcance, relación y finalidad de cada una de ellas.
Este interés se inició, principalmente, con el cuestionamiento hacia la autoría de las Siete Partidas en el artículo «El Libro de las Leyes de Alfonso el Sabio. Del Espéculo a las Partidas» (1951-1952) de Alfonso García-Gallo, seguido por otros trabajos posteriores.
García-Gallo postuló que las Partidas no eran obra de Alfonso X o que no se terminaron durante su reinado, pues habrían sido redactadas en el siglo XIV d. C., mucho después de la muerte del rey sabio en 1284, y que serían una reelaboración del Espéculo. Fundamentó su posición en que las primeras referencias fidedignas de las Partidas, o sea, otros textos que hacían mención a la existencia de ellas, procedían de comienzos del siglo XIV d. C. y en que el conocimiento, en la península ibérica, de los materiales o fuentes de las Partidas, habría sido de fecha posterior a la de redacción atribuida por el códice.
De todas maneras, se sigue considerando a Alfonso X como autor de las Siete Partidas, al menos de la versión original, cualquiera haya sido su participación en su elaboración, como se hace con las grandes obras de este género, que se atribuyen al monarca o gobernante que las dictó, aunque se sepa que no intervino en su redacción (como el caso, del Código de Hammurabi y Hammurabi y del Corpus Iuris Civilis y Justiniano).

### Finalidad

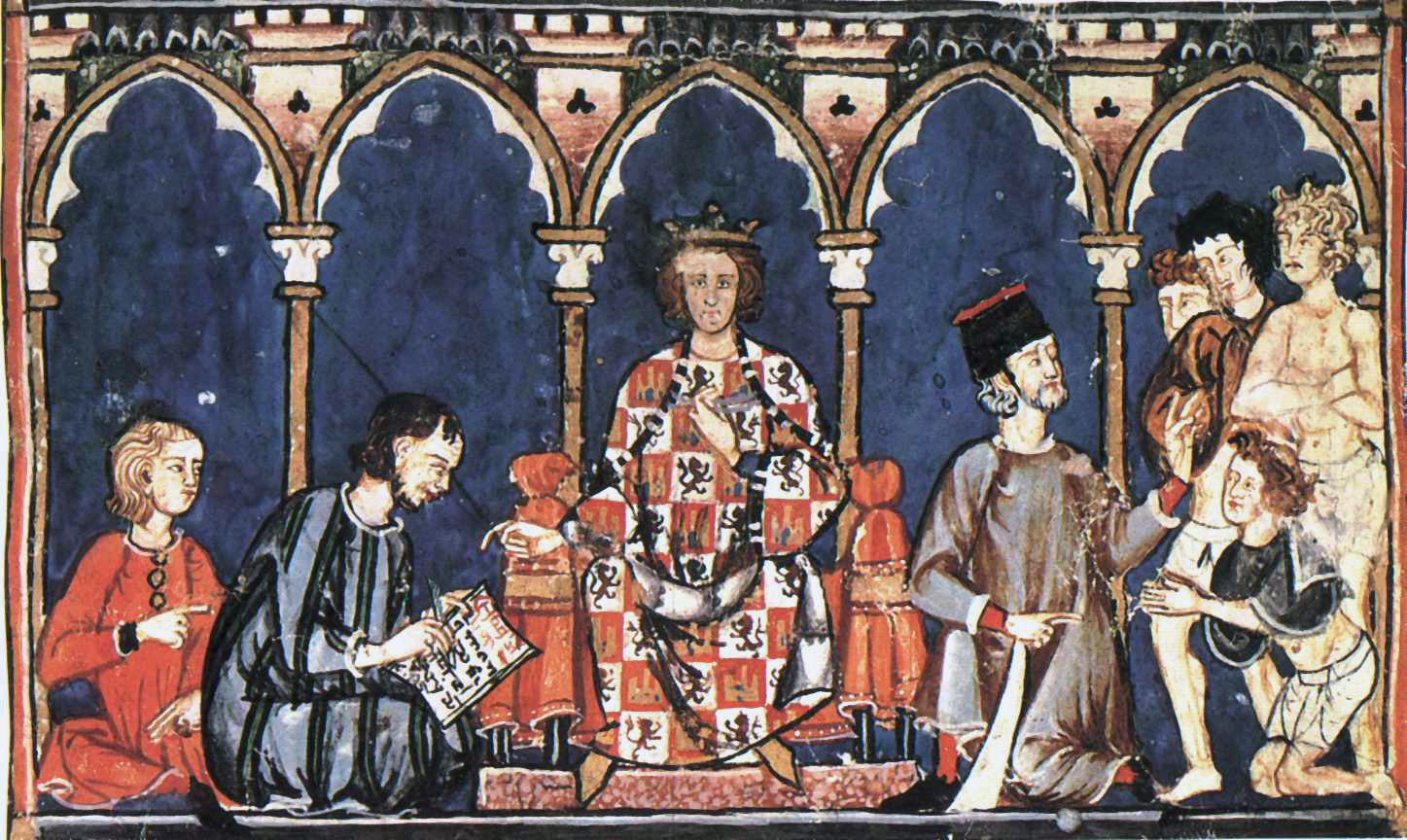
Alfonso X y su corte.

De acuerdo al enfoque de su contenido, se ha considerado que las Partidas se concibieron como texto legislativo y no como una obra doctrinal, en este sentido buena parte de su texto es más filosófico que propiamente un conjunto de libros que conformasen una compilación legal, ya que en su prólogo se indica que su finalidad era para que se tomaran como fundamento para los asuntos que por ellas debieran ser juzgados.
García-Gallo sostuvo que hubo una cierta resistencia a la aplicación de las Siete Partidas, especialmente por la nobleza castellana, por lo que se relegó su aplicación a tan solo a las Cortes de Zamora de 1274, a los pleitos del rey —es decir, a los casos reservados al exclusivo conocimiento de la Corte Real—, mientras que los demás asuntos que requerían la intervención jurídica estos serían resueltos conforme al derecho foral (los pleitos foreros). Por ello, en la práctica habría quedado como una obra doctrinal hasta la "promulgación tardía" de 1348, realizada por Alfonso XI. Además, esta oposición a su texto explicaría las diferencias entre las distintas versiones de la primera partida.
De todas maneras, si fue redactada con la finalidad de ser un código legal, se ha discutido cuál habría sido realmente su objetivo. Crucial importancia tiene el llamado Fecho del Imperio, es decir, el intento de Alfonso X de obtener la corona del Sacro Imperio Romano Germánico, pues el propósito de Alfonso X, en relación con las Siete Partidas, habría sido redactar un texto aplicable a todo el Imperio, es decir, un Derecho de validez universal, un denominador jurídico común de la empresa imperial.
En esa línea argumental, Aquilino Iglesias indicó en 1996 que las Partidas no poseen referencias a la organización territorial castellana. Otros, entre los cuales se encuentra García-Gallo, argumentaron que, en las Siete Partidas, si bien la figura del emperador aparece sobre los reyes, también, la figura de los reyes en algunos puntos aparece por sobre el emperador, y que se redactaron en castellano, en vez de ser redactadas en latín.
Lo cierto es que las Partidas (incluido el prólogo) no hace referencia alguna al intento de lograr la corona imperial. Además, hay autores, como Juan Escudero (discípulo de García-Gallo), que han encontrado referencias en su texto a la organización territorial propia de Castilla, como las villas.
Por ello, se estima habitualmente que con la redacción de las Partidas Alfonso X buscaba unificar jurídicamente el reino, no por la vía local como su padre Fernando III (a través de la concesión de un mismo fuero a varias localidades) sino por medio de una norma general aplicable a todo el territorio.

### Promulgación
Se desconoce si las Siete Partidas fueron promulgadas por Alfonso X. Algunos autores así lo creen y afirman que el destronamiento del rey sabio por su hijo Sancho IV habría suspendido su vigencia. En esa línea, Gaspar Melchor de Jovellanos sostuvo en 1797 que los descendientes de Sancho IV hicieron desaparecer el documento de promulgación porque las disposiciones de las Partidas colocaban en entredicho sus derechos a la corona, ya que ellas establecen el derecho de representación en la sucesión al trono.
Sin perjuicio de lo anterior, las Partidas adquirieron fuerza legal con Alfonso XI, al ser incorporadas en el orden de prelación establecido por la ley 1.ª del título 28 del Ordenamiento de Alcalá de 1348. Este hecho es considerado, por los autores que estiman que las Partidas no fueron promulgadas por Alfonso X, como una «promulgación tardía».

## Estructura y contenido
Las Partidas abarcan todo el saber jurídico de la época dentro de una visión unitaria, por ello se las ha considerado una summa de derecho. Trata, entre otras materias, de derecho constitucional, mercantil y procesal, tanto civil como penal.
Están redactadas en castellano, de un pulcro estilo literario, e inspiradas en una visión teologal del mundo. Posee un prólogo, que señala el objeto de la obra, y siete partes o libros llamados partidas, las cuales comienzan con una letra del nombre del rey sabio, componiendo un acróstico (A-L-F-O-N-S-O). Cada partida se divide en títulos (182 en total), y estos en leyes (2.683 en total).
Sus disposiciones acostumbran ir acompañadas de citas a autores y obras, alegorías y ejemplos y, especialmente, de una exposición razonada de sus orígenes y fundamentos (etimológicos, religiosos, filosóficos e históricos), por lo que no son meramente prescriptivas.
Las contradicciones existentes entre algunas disposiciones serían producto del esquema de trabajo utilizado en su elaboración, donde cada partida habría sido redactada por una persona distinta.

### Partida Primera

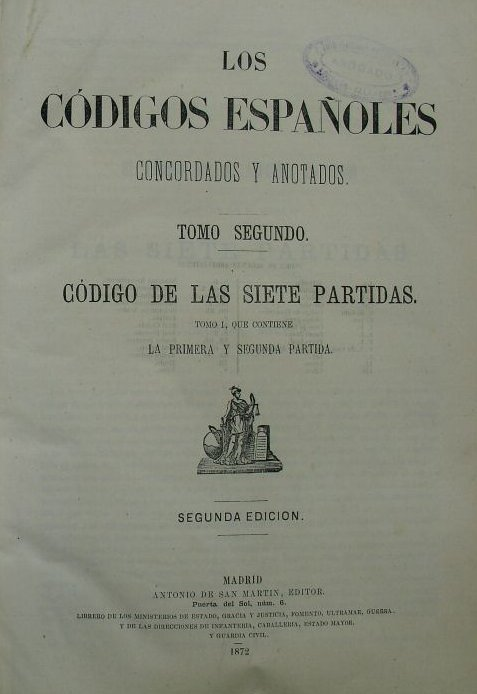
Código de Las Siete Partidas, en "Los Códigos Españoles Concordados y Anotados", de 1872.

La primera partida comprende 24 títulos y 516 leyes. Comienza tratando de las fuentes del derecho (en el título I), una simbólica portada de la obra. Trata de la ley y la define apuntando a su contenido (1,1,4), lo que produce efectos respecto a su obediencia (leyes justas e injustas); se refiere a la forma de elaboración de buenas leyes, relacionando la potestad de gobierno con la autoridad del saber (1,1,9) y clasifica las leyes en canónicas y seculares (1,1,3).
Menciona las condiciones que debe reunir un buen legislador: tener a Dios presente, amar la justicia, tener conocimientos de derecho y estar dispuesto a enmendar o mudar las leyes cuando fuese necesario (1,1,11). Finalmente establece los requisitos validez y la fuerza que posee la costumbre, es decir, según la ley, fuera de la ley y contra la ley (1,2,5)
Luego se dedica por completo al derecho canónico, o sea, a materias eclesiásticas. Se refiere a los dogmas y sacramentos, la organización de la Iglesia, prerrogativas y obligaciones de los clérigos y al derecho de asilo en las iglesias.
Existen importantes diferencias entre las versiones de esta partida. Ellas serían producto de una reelaboración, que se habría hecho con el objeto de limitar las facultades reales, ante el rechazo expresado por los nobles al texto original de la primera partida, que reafirmaba el poder del monarca frente a estos. Esta situación también explicaría la llamada "promulgación tardía".

### Segunda partida
La segunda partida posee 31 títulos y 359 leyes. Se refiere al poder temporal, es decir, los emperadores, reyes y otros grandes señores (derecho público). Realiza una distinción entre poder espiritual y temporal, reconociendo una dualidad en la estructura del poder y una relación de armonía entre ambos mundos.
Establece importantes disposiciones de derecho político (2,1,5), refiriéndose al rey, al origen y fin del poder, y a la relación de mando y obediencia, fundada en la fe y la razón. Trata de los derechos y deberes del rey para con Dios, el pueblo y la tierra y los derechos y deberes del pueblo para con Dios, el rey y la tierra. Además trata de la familia y sucesión real, señalando las formas de adquirir el trono, es decir, regula la sucesión en la Corona de Castilla (2,15,2). Dicha normativa resulta de relevancia, pues fue la tradicional en Castilla hasta la promulgación de la Ley de Sucesión Fundamental por disposición del rey Felipe V; en tiempos de Fernando VII volvió a entrar en vigor la sucesión establecida en las partidas y actualmente se encuentra recogida en la Constitución española de 1978.
Finalmente, la partida segunda se cierra refiriéndose a la universidad (2,31,1), una de las instituciones bajomedievales más importantes.

### Tercera Partida
La tercera partida posee 32 títulos y 543 leyes. Trata de la justicia y la administración de justicia. Se refiere al procedimiento civil y al imperio judicial, siendo su tema principal el proceso: las personas que intervienen en el juicio y el procedimiento conforme al cual se tramita.
Sucesivamente se refiere al demandante y demandado; los jueces (3,4,3) y abogados (3,4,6); los plazos y medios de prueba, entre los cuales se incluye a la escritura pública (3,18,1) y, por ello, se refiere a los escribanos (3,19,1); las sentencias; y los recursos o alzadas contra estas.
Termina tratando del dominio (3,28,1), reconociendo la existencia de ciertos bienes comunales; de la posesión (3,30,1); la prescripción; la usucapión; y de las servidumbres.

### Partida Cuarta
La cuarta partida posee 27 títulos y 256 leyes. Está destinada al derecho de familia y, además, a otros vínculos permanentes entre las personas, distintos del matrimonio y del parentesco.
Trata de los esponsales (4,1,2); el matrimonio (4,2,1), sujeto al derecho canónico (capacidad, forma y validez); el divorcio (no como disolución del vínculo matrimonial, sino como separación de "lecho y techo"); la filiación legítima y la filiación ilegítima (4,14,1); la patria potestad; la esclavitud (4,21) (que se justifica como una alternativa preferible a la ejecución de los cautivos, aunque luego se le llama "la más vil cosa de este mundo" después del pecado (4,22,8)); el estado de las personas (libre y esclavo; hidalgo y persona común; clérigo y laico; hijos legítimos e ilegítimos; cristianos y moros o judíos; varón y mujer); el vasallaje y los feudos; y los vínculos de amistad.

### Partida Quinta
La quinta partida posee 15 títulos y 374 leyes. Se refiere a los actos y contratos que puede el ser humano realizar o celebrar en el curso de su vida (derecho privado).
Trata del contrato de mutuo, prohibiendo el cobro de intereses o "usura"; de comodato; de depósito; de donación; de compraventa, con la distinción entre título y modo de adquirir (proveniente del derecho romano); de permuta; de locación o arrendamiento; de compañía o sociedad; de estipulación o promesa; y de la fianza y los peños (hipotecas y prendas).
Se refiere, también, al pago y a la cesión de bienes. Asimismo, incluye importantes normas de derecho mercantil, referidas a los comerciantes y contratos mercantiles.

### Partida Sexta
La sexta partida posee 19 títulos y 272 leyes. Se ocupa del derecho sucesorio (sucesión por causa de muerte) y de las guardas. Asimismo, contempla normas sobre el estatuto jurídico del huérfano.
Se refiere a la sucesión testada y al testamento (6,1,1); a la legítima y, brevemente, a la sucesión intestada (6,13,1). Regula las tutelas y curatelas (guardas) y la figura de la restitutio in integrum.

### Partida Séptima
La séptima y última partida posee 34 títulos y 363 leyes. Se dedica al derecho penal y procesal penal, es decir, a los delitos y al procedimiento penal (de carácter inquisitivo). Además incluye referencias al estatuto jurídico de los musulmanes y judíos.
Admite el tormento ante la insuficiencia de otras pruebas del delito, estableciendo los requisitos de procedencia o exclusión (7,1,26 y 7,30,1).
Gran parte está dedicada a tratar diversos delitos (que denomina yerros), entre ellos: la traición contra el rey (falta de fidelidad); la falsedad y los homicidios, distinguiendo tres situaciones: homicidio delito (doloso), accidental y en defensa propia; los delitos contra la honra; los robos, hurtos y daños, distinguiendo claramente el robo del hurto; los engaños y estafas; el adulterio, el incesto, la violación, la sodomía, la alcahuetería y la hechicería; la herejía, el suicidio y la blasfemia.
Distingue el hecho cometido por un inimputable (entre otros, el loco y el menor de diez años) del realizado por una persona que posee imputabilidad. Además, reconoce la figura de la tentativa y del delito consumado (7,31,2) y prevé ciertas formas de instigación y complicidad. Asimismo, contempla circunstancias eximentes, atenuantes y agravantes (7,31,8) y se ocupa de la prisión, estableciendo normas para el alcaide (7,29,8).
Establece que la finalidad de la pena (7,31,1) es la retribución (castigo por lo hecho) y la prevención general (medio de intimidación general, para que el hecho no se repita) y prevención especial (para que no volviere a cometer delito el delincuente). Contempla siete especies de penas (7,31,4), consagrado el carácter público de la actividad represiva (las cuatro primeras para los yerros mayores y las otras para los yerros menores): pena de muerte o pérdida de un miembro; trabajo perpetuo; destierro perpetuo con confiscación de bienes; prisión perpetua; destierro perpetuo sin confiscación de bienes; infamia o pérdida de algún oficio; y azotes o heridas públicas, o exposición desnudo y untado en miel para sufrir las molestias de las moscas.
Las Partidas, imitando al Digesto y a las Decretales, termina con un título sobre reglas de derecho, pero es una innovación que se introduce en la edición Veneciana de 1528, en la que la ley 7.33.13, según la tradición manuscrita e impresa hasta 1501, se convierte en título independiente con 38 reglas numeradas.

## Ediciones

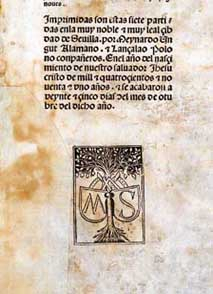
Sello del impresor de la edición realizada en Sevilla en octubre de 1491.

Además de los diversos manuscritos y copias producto de la aparición de la imprenta en el siglo XV d. C., existieron tres ediciones principales de las Siete Partidas:
- Edición con glosa de Alonso Díaz de Montalvo, realizada en Sevilla en 1491. Tuvo ocho reimpresiones hasta 1528.
- Edición con glosa de Gregorio López, publicada en Salamanca en 1555. Tuvo quince reimpresiones hasta 1855. Recibió sanción oficial por Real cédula de 7 de septiembre de 1555. Fue la más utilizada en Hispanoamérica.
- Edición de la Real Academia de la Historia, de 1807. Declarada oficial por Real orden de 8 de marzo de 1818.

## Influencia e importancia
Las Siete Partidas, centro de la actividad legislativa de Alfonso X, representa el apogeo de la recepción del derecho común (de base romano-canónica) en España y, además, constituye una de las obras jurídicas más importantes de la Edad Media.
El arte de la exposición y la belleza del lenguaje utilizado le brindaron considerable prestigio dentro y fuera de la Corona de Castilla, siendo conocidas en todo el Occidente cristiano. En las universidades de la época sirvió de texto de estudio y, además, fue traducida a numerosos idiomas, entre otros, al catalán, portugués, gallego e inglés.
Así mismo, fue uno de los textos legales más importantes del ordenamiento de Castilla (por su utilización, debido a la extensión de las materias reguladas) y, posteriormente, del Imperio español. Se introdujeron en América española, con el derecho castellano, y en Brasil, junto con el derecho portugués, desde los inicios de la expansión en el Nuevo Mundo.
Su contenido abarcó casi todas las manifestaciones de la vida, desde el derecho político y civil hasta el penal, pasando por la familia, sucesiones, negocios jurídicos y procedimientos judiciales. Solo no incluyó materias contempladas en legislaciones posteriores, como el derecho canónico post-tridentino, el derecho sucesorio de las Leyes de Toro y los aspectos particulares de la América española, regulados por el derecho indiano.
Rigieron en Hispanoamérica hasta la época de las codificaciones (1822-1916) e incluso llegaron a regir en Estados Unidos, hasta principios del siglo XIX d. C., en territorios que pertenecieron con anterioridad al Imperio español (como Luisiana). Además, sirvieron de fundamento legal a la formación de las juntas gubernativas que, tanto en España como en América, se constituyeron tras el cautiverio del rey Fernando VII, producto de la invasión francesa.
Finalmente, aunque las codificaciones pusieron fin a la aplicación de las Partidas, este hecho no supuso la desaparición del Derecho contenido en ellas, puesto que buena parte se traspasó a los códigos de los países hispanoamericanos (especialmente a los códigos civiles).
Un caso peculiar de longevidad de esta obra de Alfonso X se dio en la República del Paraguay, país hispanoamericano en el que las "Leyes de las Siete Partidas" rigieron oficialmente hasta el año 1870, cuando concluyó la Guerra de la Triple Alianza y fueron reemplazadas por una Constitución Liberal.